# Format conteneur
Un format conteneur (wrapper ou container en anglais) ou enveloppe, est un format de fichier pouvant contenir divers types de données. Les spécifications du format conteneur décrivent la façon dont sont organisées les données à l'intérieur du fichier. Les conteneurs sont beaucoup utilisés dans le domaine du multimédia ; ils peuvent contenir des flux vidéo et/ou audio, en général compressés à l'aide de codecs normalisés. Des conteneurs plus avancés permettent également de stocker des sous-titres, des éléments de chapitrage, ainsi que d'autres informations sur le média (appelées métadonnées ou tags).

## Conteneurs multimédia

### Conteneurs et codecs
Dans le domaine du multimédia, il est important de bien séparer le rôle des conteneurs de celui des codecs :
- Un conteneur permet de stocker des flux vidéo et audio liés selon une séquence précise.
- Un codec permet d'encoder (COmpression) et de décoder (DECompression) ces flux.

Un logiciel capable de reconnaître et d'ouvrir un conteneur pourra accéder aux flux, mais ne pourra les décoder que s'il dispose également des codecs appropriés à chacun.
Le conteneur peut donc être vu comme une boîte (le contenant), et les flux comme ce que l'on met à l'intérieur de la boîte (le contenu).

### Conteneurs vidéo
Un conteneur vidéo permet de rassembler en un seul fichier :
- un ou plusieurs flux vidéo (ce qui permet par exemple de regarder une scène filmée sous plusieurs angles différents) ;
- un ou plusieurs flux audio (ce qui permet d'obtenir une version multilingue du média) ;
- des sous-titres (ce qui permet également le multilingue) ;
- des éléments de chapitrage (de la même manière que sur les DVD) ;
- des métadonnées (par exemple le titre du média, le nom du réalisateur, la date, etc.) ;
- une description des flux que contient le conteneur ;
- éventuellement d'autres données.

Les principaux conteneurs vidéo sont :
- Audio Video Interleave (extension .avi) : développé par Microsoft.
- MPEG 1/2/4 (extensions .mpg, .mpeg, .mp4) : codecs et conteneurs défini par le Moving Picture Experts Group.
- Matroska (extensions .mkv, .mka, .mks) : développé par CoreCodec, Inc..
- Advanced Systems Format (extensions .asf, .wmv (Windows Media Video), .wma (Windows Media Audio, uniquement lorsqu'il ne contient que de l'audio)) : développé par Microsoft.
- QuickTime (extension .mov) : développé par Apple.
- Ogg (extensions .ogg, .ogv, .oga, .ogx), ainsi que Ogg Media (extension .ogm) : développé par Xiph.org.
- 3gp (extensions .3gp, .3g2) : défini par le 3GPP.
- WebM (extensions .webm, .weba) : basé sur Matroska, développé par Google.
- NUT (extension .nut) : développé par des développeurs de MPlayer et FFmpeg.
- RealMedia (extension .rm) : développé par RealNetworks.
- Material Exchange Format (extension .mxf) : standard de la SMPTE.
- Advanced Stream Redirector (extension .asx) : développé par Microsoft.
- Transport Stream (extension .ts) : protocole de communication développé par le Moving Picture Experts Group.
- Flash Video (extension .flv) : Développé par Adobe Systems (Macromedia à l'origine)
- VOB (extensions .vob, .ifo): norme utilisée pour la fabrication des DVD en MPEG-2

### Conteneur audio
Certains conteneurs sont dédiés à l'audio :
- Waveform Audio File Format (extension .wav) : développé par Microsoft et IBM, largement utilisé sur la plate-forme Windows.
- Broadcast Wave Format (extension .wav) : extension du Waveform Audio File Format, normalisé par l'EBU.
- Audio Interchange File Format (extensions .aif, .aiff, .aifc) : développé par Apple, largement utilisé sur la plate-forme Mac OS.
- Au (extensions .au, .snd) : développé par Sun Microsystems.
- Core Audio Format (extension .caf) : développé par Apple.
- OpenMG : développé par Sony.